# Theophanu (Essen)

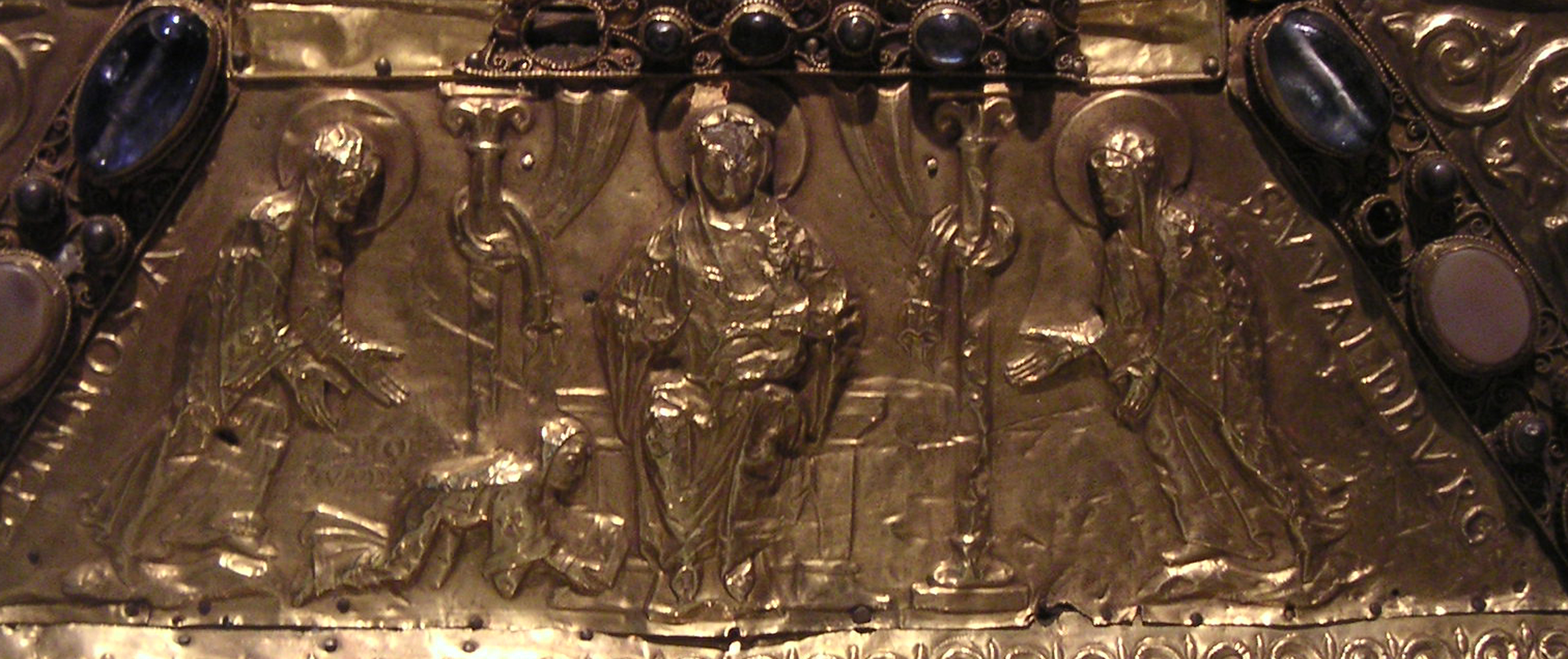
Das Stifterbild des Theophanu-Evangeliars: Äbtissin Theophanu legt das Evangeliar Maria zu Füßen

Theophanu (* um 997; † 5. März 1058 in Essen) war von 1039 bis zu ihrem Tod Äbtissin des Stiftes Essen und ebenso Äbtissin des Stiftes Gerresheim. Sie gilt nach Mathilde als bedeutendste Äbtissin der Essener Geschichte. Theophanu fügte dem Schatz des Stiftes Essen mehrere bedeutende Kunstwerke hinzu, ließ die Essener Stiftskirche erweitern und förderte die Entwicklung der Klostersiedlung zur Stadt Essen durch das Marktrecht, das sie von Kaiser Heinrich III. erhielt.

## Familie und Leben vor dem Äbtissinnenamt
Theophanu war wahrscheinlich die zweitälteste Tochter Ezzos, des lothringischen Pfalzgrafen, und seiner Frau Mathilde. Diese wiederum war die Tochter des Kaisers Otto II. und der Theophanu, nach der die Enkelin benannt wurde. Somit gehörte die Enkelin Theophanu zur Familie der Ezzonen und über ihre Mutter auch zur Familie der Ottonen. Auf diese Abkunft legte sie großen Wert. Wo Theophanu erzogen wurde, ist nicht bekannt, es erscheint allerdings möglich, dass dies in Essen geschah. Sie dürfte dann die Äbtissin Mathilde, die 1011 starb, noch kennengelernt haben. Bei Mathildes Tod war sie allerdings zu jung, um die Nachfolge übernehmen zu können.
Aufgrund der politischen Spannungen zwischen den Ezzonen und Kaiser Heinrich II., die sich am Streit um das Erbe der ottonischen Hauptlinie, aus der Theophanus Mutter stammte, entzündet hatten, ist unwahrscheinlich, dass sie vor 1024, dem Todesjahr Heinrichs, unter der Äbtissin Sophia wichtige Aufgaben im Stift Essen wahrgenommen hat. Sophia war eine verlässliche Parteigängerin Heinrichs; zwei Schwestern Theophanus, die unter Sophias direkter Aufsicht in Gandersheim lebten, verließen das Stift Gandersheim kurz nach Heinrichs Tod eigenmächtig, da Sophia sie schlecht behandelt haben soll. Dass Sophia Theophanu besser behandelt hat, ist nicht anzunehmen, allerdings residierte Sophia in Gandersheim und hatte nach dem Tod Heinrichs II. keinen politischen Rückhalt mehr, so dass möglich ist, dass Theophanu, die erst nach Sophias Tod (30. Januar 1039) im Alter von 44 Jahren Äbtissin in Essen wurde, bereits vor diesem Zeitpunkt in Essen deren Aufgaben übernommen hatte.
Auch wenn Theophanu in Essen ihre Verwandtschaft zu den Ottonen betonte, kümmerte sie sich auch um die Angelegenheiten der Ezzonen, soweit dieses notwendig war. Belegt ist ihre Mitwirkung an der Neuordnung des ezzonischen Besitzes am Niederrhein durch eine Urkunde vom 17. Juli 1051, in der Theophanu, ihr Bruder Hermann und ihre Schwester Richeza das ezzonische Hauskloster Brauweiler an das Erzbistum Köln übertrugen. Vorangegangen war ein Rechtsstreit vor dem Kaiser, da diese Übertragung angeblich bereits unter Ezzo selbst geschehen war, dieses hatten die drei noch lebenden Kinder Ezzos angefochten und Recht erhalten. Der Grund für die Übertragung war vermutlich, dass die Zukunft der Ezzonen am Niederrhein nicht mehr gesichert war: Von Ezzos zehn Kindern hatten nur Richeza und der 1047 verstorbene Otto Kinder, die jedoch nicht am Niederrhein ansässig waren.

## Wirken als Äbtissin
Theophanu hinterließ in Essen bedeutende Spuren. Dass sie ähnlich wie ihre beiden Vorgängerinnen reichspolitisch gewirkt hätte, ist nicht belegt und angesichts fehlender verwandtschaftlicher Bindungen zu den Regierenden auch eher unwahrscheinlich. Theophanus Bedeutung für Essen gründet sich auf ihre Kunststiftungen, ihre Bautätigkeit am Essener Münster und auf ihren Einfluss auf die Entwicklung der Stadt Essen.

### Theophanu und die Entwicklung der Stadt Essen
Um das Stift Essen bestand schon vor Theophanu eine Siedlung von stiftszugehörigen Handwerkern und Bauern. Das Stift erhielt unter Theophanu auf ihre Bitte und die Intervention des Kölner Erzbischofs Hermann, ihres Bruders, hin das Recht, drei Tage vor und nach dem Tag der Stiftspatrone, der Heiligen Cosmas und Damian, einen Markt abzuhalten, dessen Ertrag dem Stift zugutekam. Mit dem Entstehen dieses Marktes war wahrscheinlich auch die Errichtung der Gertrudiskapelle verbunden, deren Nachfolgebau die heutige Marktkirche in der Essener Innenstadt ist. Dafür, dass Theophanu diese Kirche, die erstmals in ihrem Testament belegt ist, gründete, spricht die Auswahl des Patroziniums: Die Verehrung der Heiligen Gertrudis ist vor Theophanu in Essen nicht bezeugt. Die Reliquien dieser Heiligen für ihre Kirchenstiftung konnte Theophanu zudem aus ihrer Verwandtschaft erhalten. Adelheid, eine ihrer Schwestern, war Äbtissin im Damenstift Nivelles, dessen Kirche der Heiligen Gertrudis geweiht war. Markt und Gertrudiskapelle waren wichtige Meilensteine auf der Entwicklung der Stiftssiedlung zur Stadt Essen.

### Kunststiftungen
Theophanu ergänzte den Essener Stiftsschatz durch einige seiner bedeutendsten Stücke. Das Ensemble aus Theophanu-Evangeliar, Kreuznagel- und Kreuzreliquiar ist durch formale Übernahmen einzelner Gestaltungsmerkmale als Gruppe gekennzeichnet. Vermutlich wurden diese Stücke im Rahmen der Osterliturgie am Karfreitag an Christi Stelle in ein Ostergrab auf der Empore des Westwerks gelegt und in der Osternacht wieder erhoben. Möglicherweise wurden diese drei Objekte der Äbtissin auch bei feierlichen Anlässen als Hoheitszeichen vorausgetragen. Neben diesen Stücken steht das sogenannte jüngere Mathildenkreuz als Einzelstück. Nicht erhalten ist ein Schrein der Heiligen Pinnosa, den sie laut älterer Forschungsmeinung gestiftet haben soll. Eine Zuschreibung der Stiftung an Theophanu muss wegen fehlender Quellen offen bleiben.

#### Theophanu-Evangeliar

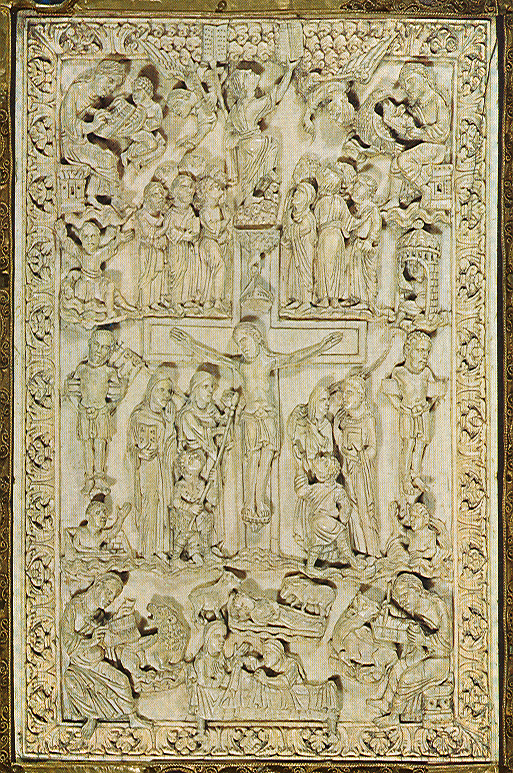
Zentrale Elfenbeintafel des vorderen Buchdeckels

Das Theophanu-Evangeliar befindet sich heute – Textteil und Buchdeckel getrennt – in der Essener Domschatzkammer. Die Trennung der beiden Teile, von denen kunsthistorisch der Buchdeckel bedeutsamer ist, erfolgte im 18. Jahrhundert. Dass es sich bei dem Evangeliar um eine Stiftung der Theophanu handelt, ist durch ihre Abbildung im unteren Bildfeld des Buchdeckels gesichert. Dort überreicht eine kniende Figur, die nur durch die Beschriftung THEOPHANU ABBA[tissa], als die Äbtissin Theophanu zu identifizieren ist, der thronenden Maria ein Buch.
Der Buchdeckel des Evangeliars misst 35,7 cm in der Höhe und 26 cm in der Breite. Er ist über einem Kern aus Eichenholz aus Gold, Elfenbein und Edelsteinen gefertigt, wobei je zwei aus Goldblech getriebene Quer- und zwei Längsfelder die zentrale Elfenbeintafel umgeben. Bereits in der Wahl der Materialien beginnt das ikonographische Programm des Buchdeckels: Gold steht für die Herrlichkeit, Elfenbein für die Reinheit des Glaubens. Die zentrale Elfenbeintafel, bei der es sich um eine Kölner Kopie einer Lütticher Arbeit handelt, stellt, begleitet von den vier Evangelisten, das Leben Jesu dar: am unteren Rand die Geburt, zentral die Kreuzigung und darüber die Himmelfahrt. Die Darstellung der Himmelfahrt verbindet das Bildprogramm der Tafel mit dem oberen Querfeld, auf dem der im Himmelreich thronende Christus abgebildet ist. Auf den Längsfeldern links und rechts der Elfenbeintafel verbinden Petrus und Paulus beziehungsweise die Essener Stiftspatrone Cosmas und Damian das untere Querfeld mit dem oberen; sie dienen der unten mit abgebildeten Theophanu gleichsam als Vermittler. Das untere Bildfeld enthält schließlich das Dedikationsbild: Theophanu, namentlich benannt, legt der thronenden Maria das Evangeliar zu Füßen, wobei Marias im Handgelenk nach oben abgeknickte Hand Theophanus Bitte an den darüber abgebildeten Christus vermittelt. Neben Theophanu sind zwei Heilige abgebildet, die sie unterstützen. Bei diesen handelt es sich um die Hl. Pinnosa und die Hl. Walburga. Die Darstellung des unteren Bildfeldes charakterisiert das Evangeliar als Gedächtnisstiftung.
Die unter der Signatur Essener Domschatzkammer Hs. 3 geführte Handschrift besteht aus 157 Pergamentblättern, die von einem Schreiber, der möglicherweise in Essen wirkte, sehr sorgfältig mit karolingischen Minuskeln, denen gelegentlich rote Capitalis untergemischt sind, beschrieben wurde. Die Miniaturen, von denen die Evangelisten bemerkenswert sind, gehen auf ältere, unbekannte und unterschiedliche Vorläufer zurück, wie aus der unterschiedlichen Wahl der Perspektiven, Gestaltung der Buchständer und Bildhintergründe geschlossen wird. Bei den Vorbildern könnte es sich um maasländische Arbeiten gehandelt haben. Stilistisch steht das Evangeliar in der Tradition spätantiker und karolingischer Vorbilder.

#### Theophanu-Kreuz

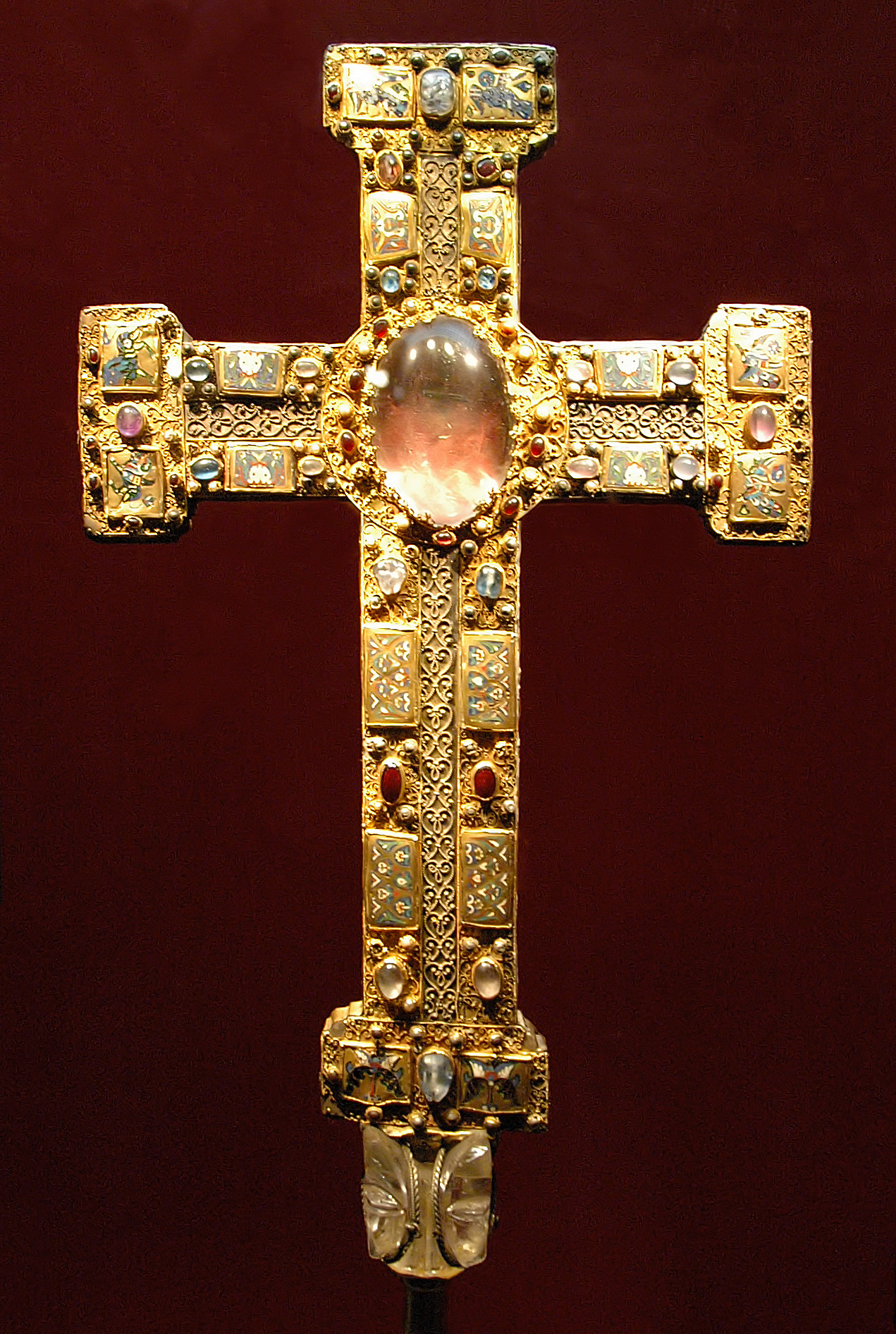
Das Theophanu-Kreuz

Beim so genannten Theophanu-Kreuz handelt es sich um das zweitjüngste der vier Essener Vortragekreuze. Es handelt sich um ein lateinisches Kreuz mit querrechteckigen Krücken an den Kreuzenden, dessen Holzkern aus Zedernholz besteht. Zedernholz galt aufgrund seiner Herkunft aus dem Heiligen Land als besonders wertvoll. Das Kreuz ist 44,5 cm hoch und 30 cm breit, eine seitlich umlaufende, nur teilweise erhaltene Inschrift verweist auf die Schenkerin: “Edita regale genere nobilis abbatissa Theophanu hoc signum dedit” (deutsch: „Die aus königlichem Geschlecht stammende vornehme Äbtissin Theophanu stiftete dieses Zeichen.“).
Die insgesamt 18 Emailtäfelchen des Kreuzes stammen aus verschiedenen Quellen; bei den acht Täfelchen auf den Krücken handelt es sich wahrscheinlich um byzantinische Arbeiten, die sechs Täfelchen auf dem Querbalken und dem oberen Teil des Längsbalkens sind leicht gewölbt und gebogen. Von diesen wird angenommen, dass sie zuvor den Heiligenschein der Goldenen Madonna schmückten, der bereits im 11. Jahrhundert entfernt wurde, da er die Krönung der Marienfigur mit der ebenfalls im Domschatz befindlichen Lilienkrone hinderte. Die Tafeln des unteren Längsbalken sind von geringerer Qualität und wurden möglicherweise für das Kreuz geschaffen. Unter dem Kreuzfuß befindet sich ein geschnittener Bergkristall, ursprünglich ein fatimidisches Parfumfläschchen. Das Kreuz besitzt keinen Korpus; an seiner Stelle befindet sich ein mit Goldblech und rotem Samt unterlegter Bergkristall, unter dem zwei kleine, gekreuzte Holzsplitter sichtbar sind, die angeblich vom Kreuz Christi stammen. Das Kreuz ist damit zugleich ein Kreuzreliquiar.

#### Kreuznagel-Reliquiar

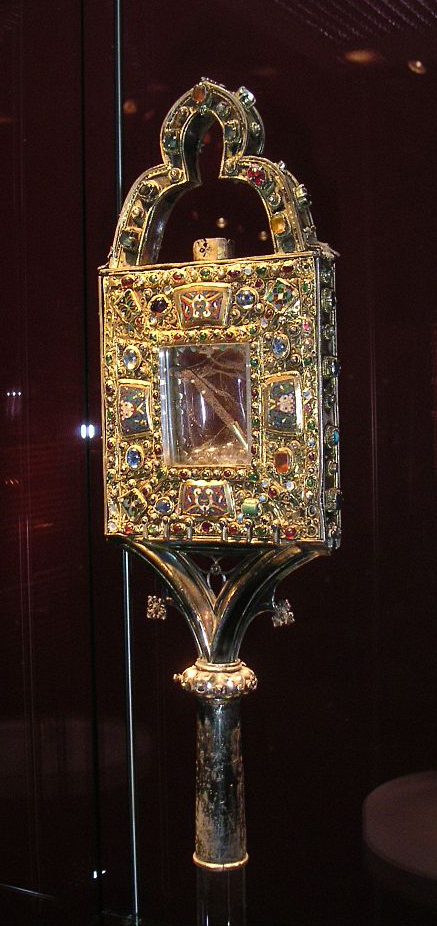
Das Kreuznagel-Reliquiar

Das Kreuznagel-Reliquiar im Essener Domschatz in seiner heutigen Gestalt ist ein Tafelreliquiar mit einem bekrönenden gotischen Kleeblattbogen und einem gotischen Griff. Ohne die gotischen Zutaten hat es eine Höhe von 14 cm und eine Breite von 11,7 cm. Es wurde im 14. Jahrhundert aus zwei selbständigen Reliquientafeln zusammengesetzt. Eine dieser beiden goldblechbeschlagenen Eichenholztafeln kann Theophanu zugeordnet werden. Auf dieser befinden sich vier Emailtäfelchen, die in Form und Wölbung mit denen des Querbalkens des Theophanu-Kreuzes übereinstimmen. Die Aufteilung der Tafel in vier trapezförmige Felder um ein mittleres Feld entspricht der Aufteilung des Buchdeckels des Theophanu-Evangeliars. Die der Elfenbeintafel des Buchdeckels entsprechende zentrale Stelle nimmt bei dem Reliquiar die Reliquie, ein 6 cm langer Nagel vom Kreuz Christi, hinter einem schützenden durchscheinenden Bergkristall ein. Eine Beischrift “QUI XPM PASSU CREDITIS HIC CERNITE CLAVUM” (deutsch: „die ihr an Christi Leiden glaubt, schaut hier den Nagel“) ist diesem beigefügt. Die Funktion des Reliquiars ist unbekannt. Möglicherweise war es auf einem Stab befestigt und diente zusammen mit dem Kreuz und vielleicht auch dem Evangeliar als Hoheitszeichen der Äbtissin bei feierlichen Ereignissen, vergleichbar dem kaiserlichen Zeremoniell, bei dem dem Herrscher das Reichskreuz und das Reichsschwert vorangetragen wurden.

#### Mathildenkreuz

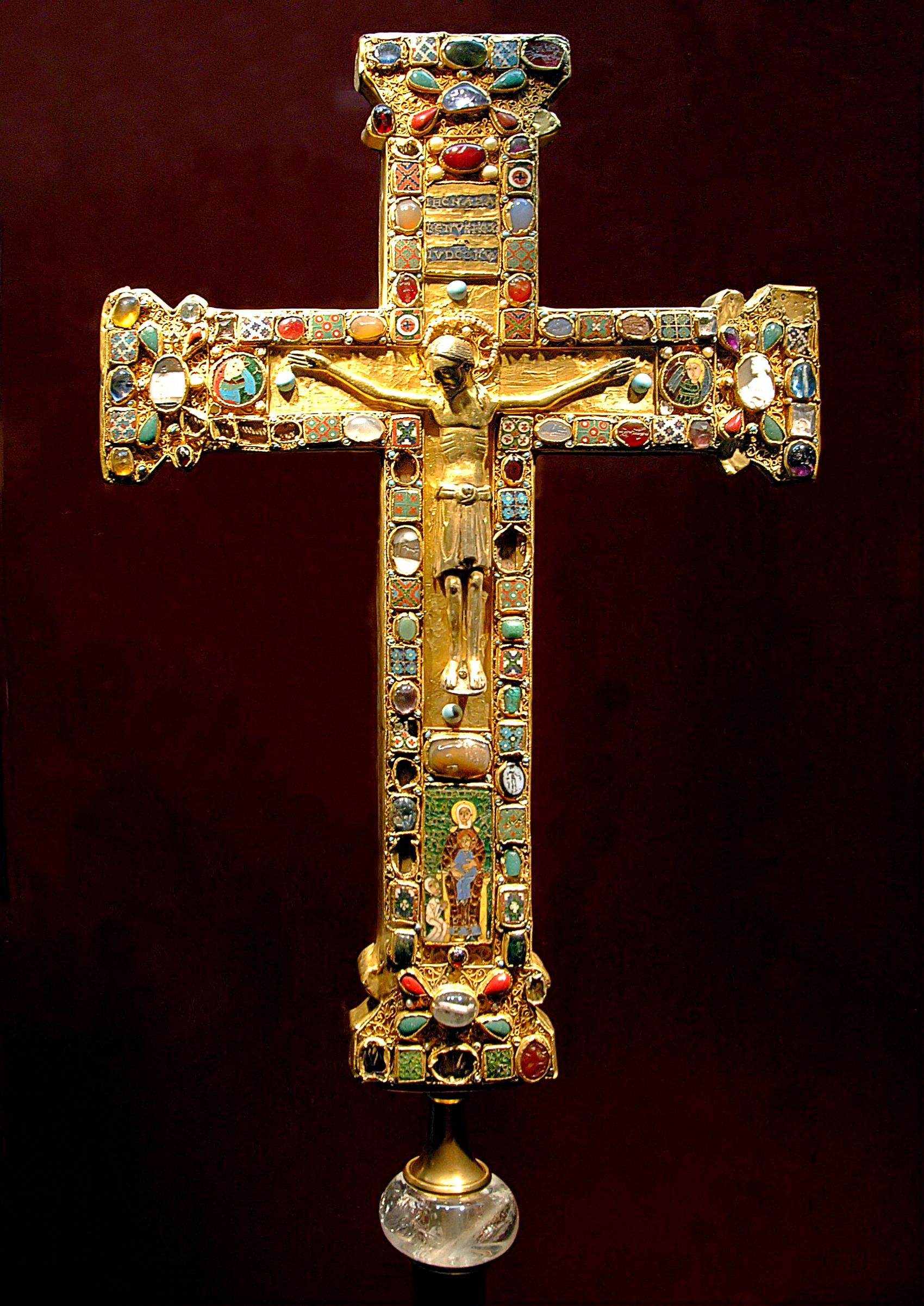
Das Mathildenkreuz

Das Mathildenkreuz ist das jüngste der vier Essener Vortragekreuze, es entstand vermutlich um 1050. Es besteht aus Goldblech über einem Eichenholzkern. Seine Maße sind 45 cm in der Höhe und 30,5 cm in der Breite. Das Kreuz weist eine deutliche Anlehnung an das ältere Otto-Mathilden-Kreuz auf. Der Gesamtaufbau, der ein Gemmenkreuz mit einem Kruzifix verbindet, ist ebenso gleich wie die Anbringung und Gestaltung von Kreuzinschrift und Stifterbild. Auf dem Stifterbild ist die Äbtissin Mathilde mit einem Nimbus in demütiger Haltung und in der Kleidung einer Sanctimonalen vor der thronenden Madonna abgebildet.
Bei der Kantenrahmung nimmt das jüngere Mathildenkreuz auf das Kreuz mit den großen Senkschmelzen, eine weitere Stiftung der Äbtissin Mathilde, Bezug. Die Kantenrahmung besteht aus abwechselnd gesetzten Emailtäfelchen und Edelsteinen mit diagonal zugesetzten Türkisperlen, wobei die ursprüngliche Anordnung der Emails bei einer Restaurierung zerstört wurde. Von den ursprünglich 36 Emailtäfelchen sind 33 erhalten. Der Korpus des Kruzifixus ist aus Bronze gegossen, künstlerisch steht er dem um 1049 entstandenen Kölner Herimann-Kreuz nahe. Links und rechts des Kruzifixus befinden sich zwei runde Emails, die die Personifikationen von Mond und Sonne darstellen.
Die Rückseite des Kruzifixus ist hohl und birgt Reliquien der Heiligen Laurentius sowie Innocentius. Beide Heiligen sind mit der ottonischen Dynastie, der Mathilde angehörte, eng verbunden: Laurentius, dessen Unterstützung man den Sieg in der Schlacht auf dem Lechfeld zuschrieb, mit dem von Otto I. gegründeten Bistum Merseburg, Innocentius ist einer der Patrone des ottonischen Familienstifts Gandersheim. Die eingebrachten Reliquien unterstrichen damit sowohl Theophanus Selbstverständnis als Ottonin wie auch die Bedeutung des Kreuzes als Memorialobjekt für Mathilde als Repräsentantin der ottonischen Dynastie.
Die auffällige zeitliche Distanz zwischen dem Tod der als Stifterin abgebildeten Mathilde und der Fertigung des Kreuzes und des Stifterbilds sind dahin zu deuten, dass Theophanu sich parallel zu ihren Bauvorhaben bemühte, die Verehrung ihrer Vorgängerin Mathilde als Vorbild für die Sanctimonialen, möglicherweise sogar als Heiliger, zu fördern: Mathilde ist nicht wie auf dem Otto-Mathilden-Kreuz als vornehme Adelige in byzantinisierender Hofkleidung, sondern in der weißen Kleidung einer einfachen Religiosen abgebildet, die mit gebeugten Knien die thronende Madonna verehrt.

### Bautätigkeit

#### Essener Münster
Die Weihedaten der noch erhaltenen Krypta des Essener Münster wie auch des nicht mehr erhaltenen Ostchores fallen in Theophanus Amtszeit; beide Bauteile wurden unter ihr errichtet; Inschriften in der Krypta und auf Reliquienbehältern, die aus aufgefundenen Altarfundamenten stammen, belegen dieses ohne Zweifel. Lange Zeit galt Theophanu auch als Erbauerin des erhaltenen Westwerks des Essener Münsters. Aufgrund der Interpretation der Ausgrabungen 1952 durch Walter Zimmermann galt dieses als gesichert. Diese Auffassung wurde an einer Stelle in der Brauweiler Familienchronik der Ezzonen festgemacht, nach der Theophanu das Essener monasterium, nachdem es aufgrund seines Alters schon teilweise eingefallen war, mit allen seinen officia von seinen Fundamenten auf neu errichtet und bewundernswert erweitert habe. Zimmermann, der unter dem Westwerk Fundamente eines bis dahin unbekannten Vorgängerbaus gefunden hatte, der seiner Auffassung zufolge nach 946 entstanden sein musste, interpretierte diese Stelle dahin, dass mit monasterium die Kirche gemeint sei, und schrieb das Westwerk, dessen Wandmalereien in jedem Fall von Theophanu in Auftrag gegeben wurden, ganz Theophanu zu.
Inzwischen hat sich die Auffassung durchgesetzt, dass das Westwerk bereits unter der Äbtissin Mathilde errichtet wurde. Hierfür spricht insbesondere der Umstand, dass das Bauprogramm des Westwerks auf Ideen Kaiser Ottos III. Bezug nimmt. Auch war der ottonische Baustil des Westwerks in Theophanus Zeit bereits vom romanischen abgelöst, in dem beispielsweise Theophanus Schwestern die von ihnen in Auftrag gegebenen Kirchenbauten errichten ließen, wie beispielsweise ihre Schwester Ida mit der Kölner Stiftskirche St. Maria im Kapitol. Fremer und Lange kritisieren an Zimmermanns Deutung der Brauweiler Chronik, dass Kirche als ecclesia übersetzt sein müsste, während unter monasterium die klösterliche Gemeinschaft oder auch die Gesamtanlage des Klosters zu verstehen ist, so dass diese Stelle entweder als Hinweis auf Bautätigkeit an den nicht erhaltenen Klostergebäuden oder sogar übertragen als spirituelle Erneuerung des Klosterlebens verstanden werden könne.

#### Weitere Bautätigkeit?

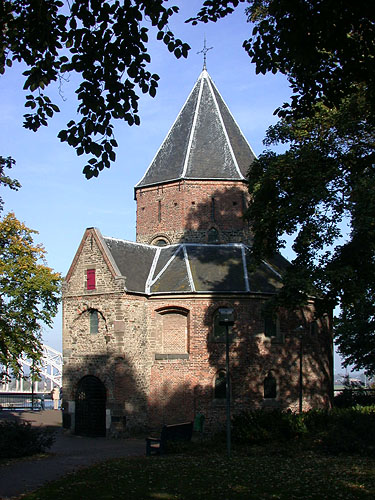
Möglicherweise wirkte Theophanu beim Bau der St.-Nikolaus-Kapelle in Nimwegen mit

Sofern Theophanu als Äbtissin von Gerresheim dort oder in Rellinghausen, wo sie als Pröpstin genannt ist, Bauwerke errichten ließ, ist von diesen nichts erhalten. An beiden Orten ist die frühe Baugeschichte der Kirchenbauten nicht hinreichend bekannt oder Baureste fehlen. Möglich ist jedoch, dass Theophanu an einem anderen erhaltenen Kirchenbau mitgewirkt hat, nämlich der St.-Nikolaus-Kapelle in der ehemaligen Kaiserpfalz von Nimwegen. Bei dieser um 1030 datierten Kapelle handelt es sich um einen Memorialbau für die 991 in Nimwegen verstorbene Kaiserin Theophanu, die Großmutter der Äbtissin. Darauf deutet bereits das Patrozinium des Heiligen Nikolaus, dessen Verehrung durch die Kaiserin im Frankenreich eingeführt wurde und dem besonders viele Kirchenbauten von Theophanus ezzonischen Verwandten gewidmet wurden. Die Kapelle selbst ist ein oktogonaler Zentralbau, der wie das Westwerk des Essener Münsters deutlich die Aachener Pfalzkapelle zitiert und sich damit in eine ottonische, möglicherweise auch Essener Tradition stellt. Fehlende Gemeinsamkeiten zwischen der Bauplastik des Essener Westwerkes und der Nikolauskapelle müssten, falls Theophanu an Letzterer beteiligt war, als weiteres Indiz dafür angesehen werden, dass das Essener Westwerk ihr nicht zugeschrieben werden kann.

### Wirken außerhalb des Stifts Essen
Für Theophanus Tätigkeit als Äbtissin im Stift Essen ist, wenn man die erhaltene Bausubstanz und Kunstwerke zu den wenigen schriftlichen Quellen hinzunimmt, die Quellenlage verglichen mit anderen Frauen der Zeit gut. Weniger gut ist die Quellenlage jedoch für ihre Tätigkeiten außerhalb der Essener Stiftsgemeinschaft.
In Gerresheim ist Theophanu als Äbtissin durch eine im Gerresheimer Evangeliar abschriftlich erhaltene Urkunde sowie durch die Memorialüberlieferung als Äbtissin belegt. Laut der Urkunde, bei der Erzbischof Anno II. von Köln als Zeuge handelte, was eine Datierung zwischen 1056 und 1058 erlaubt, vermehrte Theophanu den Kleiderfonds des Gerresheimer Klosters. Gerresheim wurde auch im Testament Theophanus bedacht, besonders im Nachtrag. Wann Theophanu Äbtissin in Gerresheim wurde, lässt sich wegen der fehlenden Quellen nicht erschließen.
Die Kirche in Rellinghausen wird im Testament Theophanus erstmals benannt, dass es dort jedoch bereits eine klösterliche Gemeinschaft gab, ist nicht belegt. Die Geschichte des Stifts Rellinghausen wurde im 17. Jahrhundert vor dem Hintergrund eines Rechtsstreits über die Vorrechte des Stifts Essens in Rellinghausen massiv verfälscht. Im Rahmen dieser Beweisfälschungen wurden von Essener Stiftsherren erfunden, dass die bedeutendste Essener Äbtissin Mathilde als angebliche Gründerin Rellinghausens und auch Theophanu in Rellinghausen begraben seien, und eine Liste Rellinghausener Pröpstinnen zusammengeschrieben, auf der Theophanu genannt wurde. Theophanu soll nach dieser Gründungsgeschichte Rellinghausens dort auch ein vergoldetes Silberkreuz und einen Prunkschild ihres Vaters gestiftet haben. Die genaue Beziehung Theophanus zum Stift Rellinghausen ist ungeklärt.
Unklar ist auch, ob ein Bezug Theophanus zum Borghorster Stiftskreuz besteht. Das Frauenstift Borghorst war um 970 von Essen aus gegründet worden und besaß bis zu seiner Aufhebung 1802 ein noch heute erhaltenes prunkvolles Kreuzreliquiar. Auf der Vorderseite dieses Kreuzes ist als Stifter ein Kaiser Heinrich, wahrscheinlich Heinrich III., als Stifter abgebildet. Das übrige Bildprogramm der Vorderseite verweist auf Essen: Die Goldtreibarbeit zeigt wie das Theophanu-Evangeliar die Heiligen Cosmas und Damian sowie Petrus und Paulus. Bezüge zum Kloster Borghorst stellt lediglich die später erneuerte Rückseite des Kreuzes her. Fremer hält es daher für möglich, dass das Borghorster Kreuz ursprünglich eine Schenkung Heinrichs III. an das Stift Essen war. Bei Untersuchungen der Bienenwachsfüllungen der Treibarbeiten wurde festgestellt, dass das Kreuz um 1050 jedenfalls in Essen gefertigt wurde.

## „Theophanu-Testament“

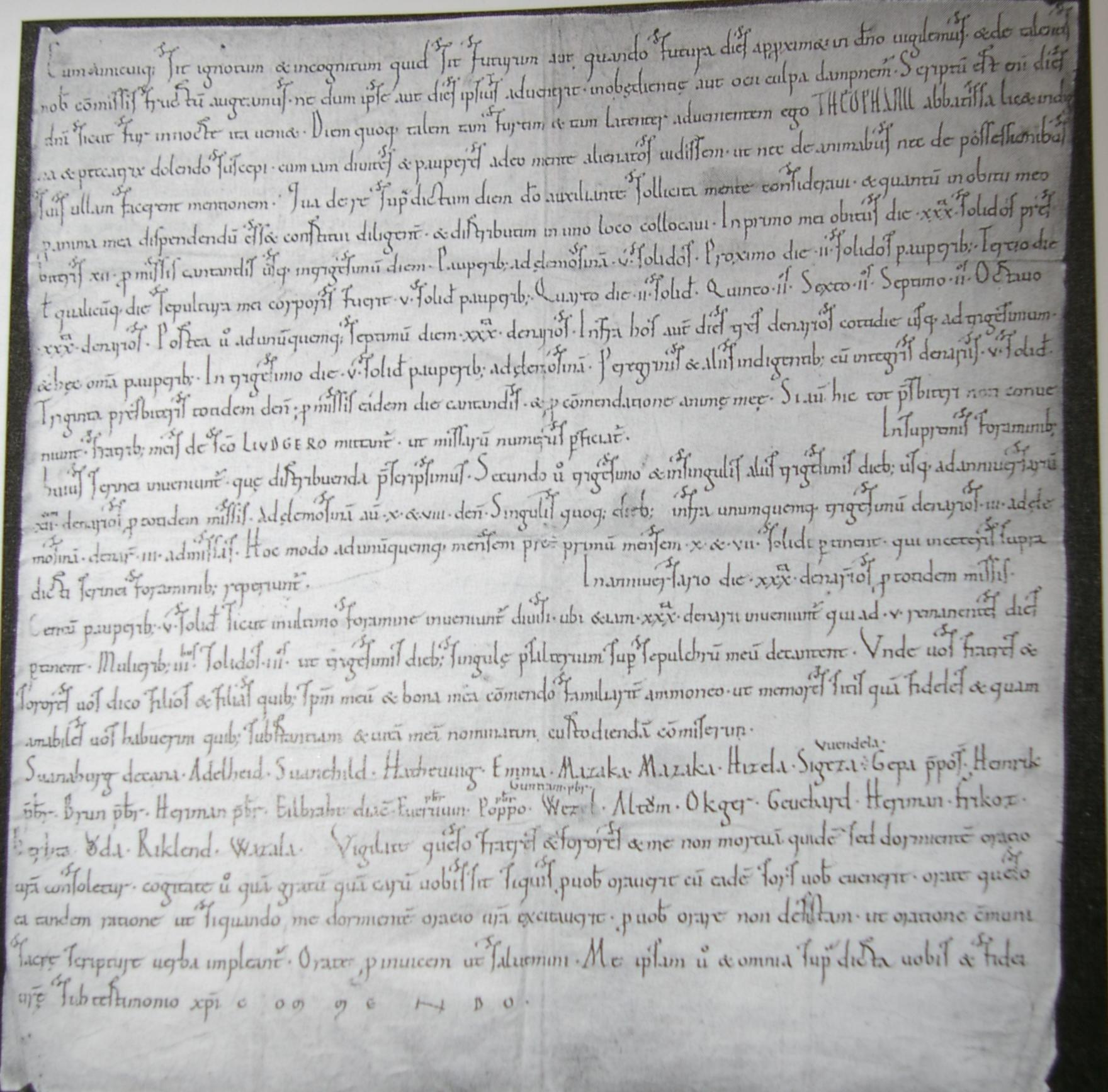
Vorderseite der Testamentsurkunde

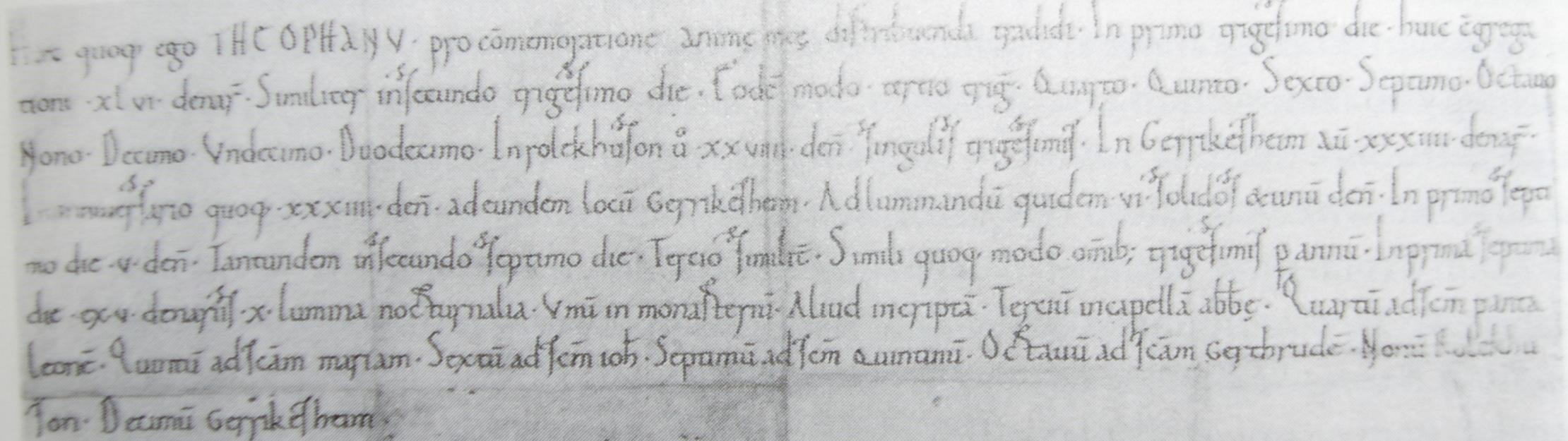
Rückseite der Urkunde

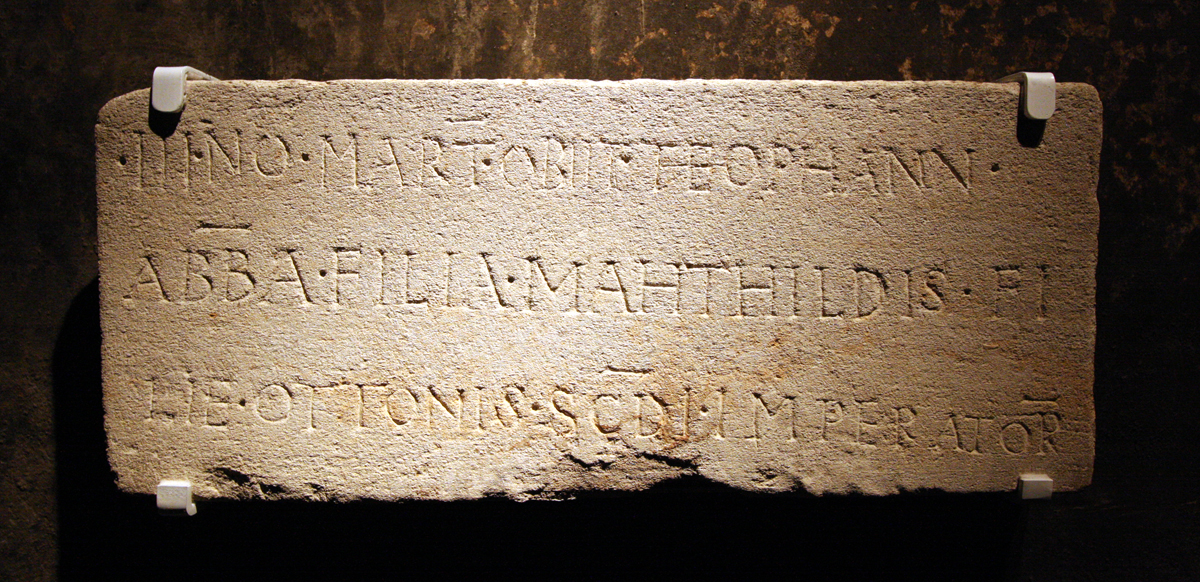
Die Steinplatte aus dem Sarkophag Theophanus, Essener Domschatzkammer

Theophanu hinterließ ihre irdischen Angelegenheiten geregelt. Eine Urkunde, die sie errichtete und die in der älteren Literatur als ihr Testament bezeichnet wird, beginnt mit den Worten:

„Weil es jedermann unbekannt und fremd ist, was zukünftig sein wird oder wann der zukünftige Tag herannaht, sollten wir Gott gehorchen und die Frucht der uns anvertrauten Gaben mehren, damit wir nicht, bis er selbst oder der jüngste Tag kommen werden, wegen der Sünde des Müßiggangs oder des Ungehorsams verdammt werden. Geschrieben steht nämlich: der Tag des Herren kommt so wie der Dieb in der Nacht. Auch einen solchen so unbemerkt und heimlich heranrückenden Tag habe ich, Äbtissin Theophanu, wenn auch unwürdig und sündig, mit Schmerzen angenommen, weil ich schon Arme und Reiche so sehr im Geiste verwirrt gesehen hatte, daß sie weder von ihren irdischen Gütern, noch von ihren Besitzungen irgendeine Erwähnung gemacht haben.“

Im Anschluss an diese auf Matthäus Kapitel 24 bezugnehmende Einleitung regelte Theophanu detailliert, wie ihr Totengedenken geregelt werden sollte, einschließlich des Hinweises, wo sie das Geld zur Bezahlung der Priester und Trauerfrauen hinterlegt hatte. Die Urkunde regelt nur dieses Totengedenken; was mit Theophanus weltlichen Besitztümern geschehen sollte, ist nicht geregelt, so dass die Bezeichnung als Testament fehlerhaft ist; die heutige Forschung bezeichnet die Urkunde als „Memorial-Urkunde“. Das sogenannte Testament schließt mit einer Ermahnung an die Zeugen, unter diesen ihre Nachfolgerin Suanhild, die Gebetsgemeinschaft, die sie mit der Verstorbenen verbindet, weiterzuführen.
Die Urkunde Theophanus, die im Stift aufbewahrt wurde, gelangte nach der Säkularisation 1803 in das Hauptstaatsarchiv Düsseldorf, wo sie heute verwahrt wird. Die Urkunde auf einem 43 × 40,5 cm messenden Pergamentblatt ist nicht datiert; aus dem Text wird geschlossen, dass die acht Zeilen auf der Rückseite ein Nachtrag zu den 27 Zeilen auf der Vorderseite sind. Da neben dem Namen Theophanus der Name Liudgero besonders hervorgehoben ist, wird vermutet, dass die Urkunde von einem Mönch des nahen Klosters Werden geschrieben wurde.
Theophanu starb am 5. März 1058 in Essen. Begraben wurde sie in der Essener Münsterkirche, in einem Anbau, der an den Ostabschluss ihrer Krypta angebaut wurde und nicht im Ursprungsplan enthalten war. Dieser Anbau wurde bereits im Mittelalter wieder entfernt. Bei den Ausgrabungen im kriegszerstörten Essener Münster 1952 wurden aber die Fundamente und der Sarkophag Theophanus wiederentdeckt. Eine Steinplatte mit der Inschrift „Am 5. März starb Äbtissin Theophanu, eine Tochter Mathildes, die eine Tochter Ottos II. war.“ erlaubte die Identifizierung. Dass Theophanu in einem Anbau bestattet wurde und nicht an dem prominentesten Platz der Krypta vor deren Hauptaltar, ist nach neuerer Forschung damit zu erklären, dass dieser Platz bereits durch ihre Vorgängerin Mathilde belegt war. Möglicherweise plante Theophanu ursprünglich daher ein Begräbnis an anderer Stelle, etwa im Familienstift der Ezzonen in Brauweiler.

## Würdigung
Die Brauweiler Chronik der Ezzonen aus der zweiten Hälfte des 11. Jahrhunderts beschrieb Theophanu in der Einleitung zu der Stelle, aus der Zimmermann sie zur Bauherrin des Westbaus kürte, mit den Worten: „Theophanu, die sich vom Charakter her wie ein Mann benahm, […]“ Sie selbst bezeichnete sich in ihrem Testament als „unwürdig und sündig“. Beide Stellen sind für eine Charakterisierung Theophanus ungeeignet, da es sich um Topoi handelt. Die männliche Tatkraft, die der Brauweiler Chronist ihr zuschrieb, war auch ein Charakteristikum Theophanus gleichnamiger Großmutter, der Kaiserin Theophanu. Aussagekräftiger ist da die Grabinschrift, in der auffällt, dass ihr Vater nicht genannt ist, sondern stattdessen auf die Abstammung ihrer Mutter aus dem Kaiserhaus hingewiesen wird, auf die Theophanu anscheinend großen Wert legte, da auch die Stifterinschrift des Theophanu-Kreuzes auf die königliche Abstammung hinweist. Theophanu war die letzte ottonische Äbtissin Essens. Dabei wählte sie trotz der Betonung ihrer Abstammung und der ottonischen Tradition des Stiftes zeitgemäße Formen. Ihr Handeln war nicht zurückgerichtet, sondern auf ihr eigenes Totengedenken, das sie vorbereitete, ausgerichtet.